# NGC 1344
NGC 1344 je galaksija u zviježđu Kemijska peć.

## Vanjske poveznice
- SEDS: NGC 1344